# Insektarium

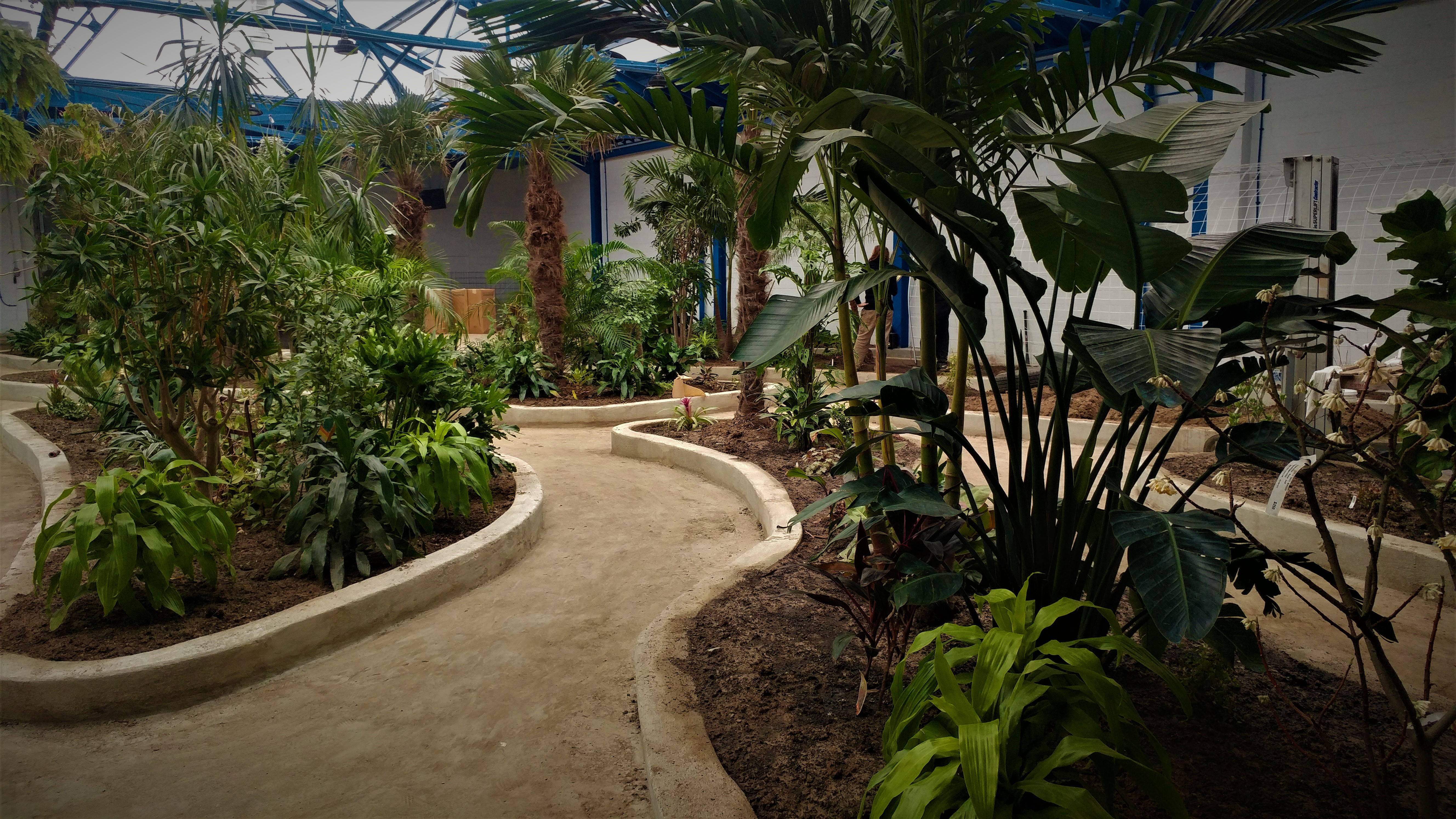
Begehbares Insektarium in Westminster, Colorado, Januar 2017

Als Insektarium bezeichnet man eine Sonderform des Terrariums zur Haltung von Insekten oder Spinnentieren. Auch die Abteilung eines Zoos, in der Insekten gezeigt werden, wird so genannt.
Behältnisse zur Haltung von Insekten sind meist an mindestens einer Seite einsehbar. Da Wirbellose bei den notwendigen Umweltbedingungen meist flexibler sind als Reptilien und insbesondere Amphibien, ist die Kontrolle von Temperatur und Luftfeuchtigkeit oft nicht so wichtig. Man verwendet wegen der geringen Größe der Tiere meistens kleinere Behälter.
Auch in der Forschung, insbesondere der Tropenmedizin, werden Insektarien betrieben. Insektarien haben auch in der forschenden pharmazeutischen Industrie und der Agroindustrie einen Platz zur Erforschung von hämatophagen Insekten oder Spinnentieren wie Moskitos, Flöhen, Zecken, Milben oder Pflanzenschädlingen.
In öffentlichen Insektarien werden unter anderem folgende Tiere gehalten:

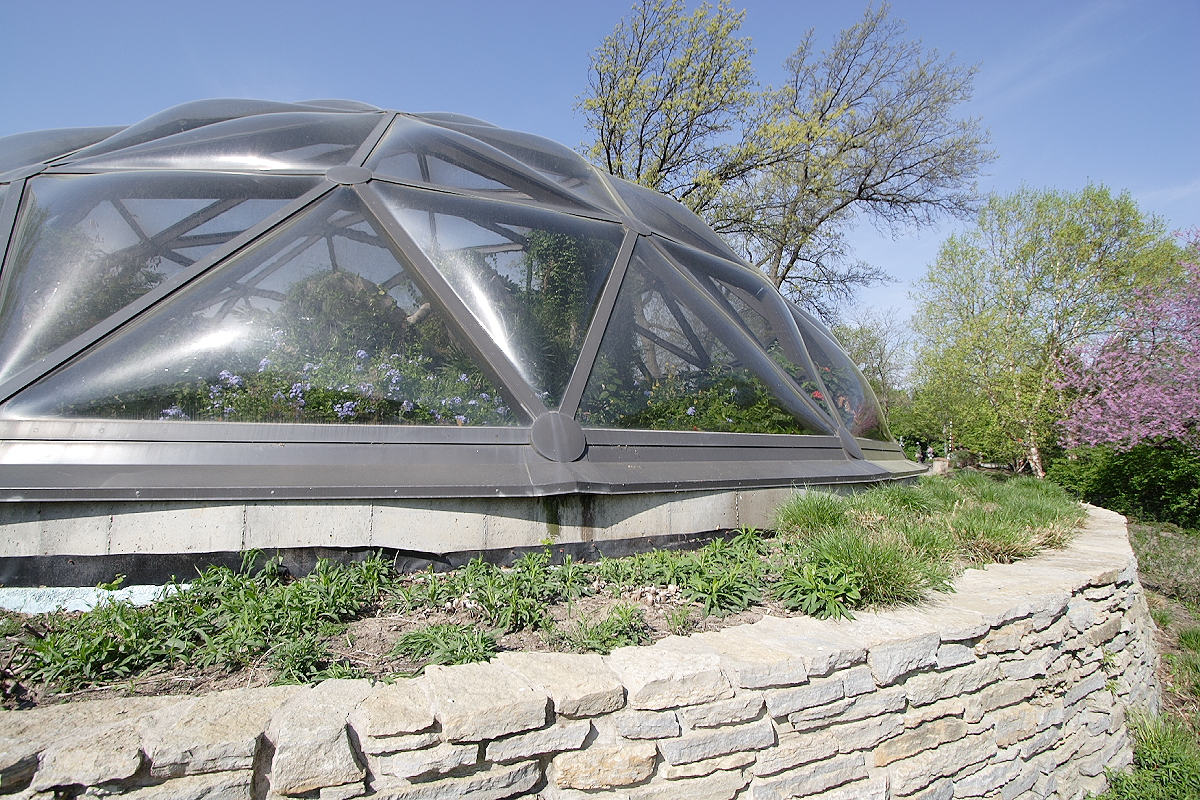
Schmetterlingshaus des Zoos in St. Louis, April 2006

- Gespenstschrecken (Stabschrecken, Wandelndes Blatt)
- Gottesanbeterinnen
- Hundertfüßer
- Schmetterlinge, siehe Schmetterlingszoo
- Skorpione
- Taranteln
- Vogelspinnenartige und Vogelspinnen
- Ameisen, siehe Formicarium

## Pionieranlagen
Die Idee des Insektariums entstand etwa 1880 bis 1885. Ein recht frühes Insektarium bestand 1939 in Liverpool in der Schule für Tropenmedizin. Dort wurde zu Forschungszwecken Anopheles maculipennis bei kontrollierter Temperatur und Luftfeuchte gehalten.

## Aufnahme in der Kunst
Jean Françaix setzte 1953 die Idee des Insektariums musikalisch in seiner Komposition L'insectarium pour clavecin für das Klavier um, bestehend aus den 6 Sätzen Der Tausendfüßler (I), Der Marienkäfer (II), Die Wasserspinne (III), Die Meerflöhe (IV), Der Skarabäus (V) und Die Ameisen (VI), welches mit einer Aufführungsdauer von 11 Minuten am Cembalo gespielt werden kann.